# Епицентар (албум)
Епицентар је студијски албум панк рок бенда Six Pack из 2011. године и на њему се налази 11 песама. Текстове и музику написао је Милан Радојевић, а албум је снимљен у студију „Плус” у Смедеревској Паланци. Ремастеризован је и по први пут штампан на винилу 2023. године. Првих пет песама налази на A, док је остатак на B страни.